# Starrware
Starrware är ett fiktivt företag i DC Comics universum, grundat av Karen Starr (alter ego för Power Girl). Med åren har företaget genomgått omfattande förändringar och varierat i storlek men behållit sin inriktning på IT och högteknologisk forskning. Som regel har grundaren Karen Starr agerat både ägare och VD. Till skillnad från andra liknande organisationer som S.T.A.R. Labs, Lexcorp och Wayne Enterprises har Starrware inte haft samma centrala roll i serierna utan som regel varit direkt kopplat till Karen Starrs/Power Girls tillvaro men emellanåt har Starrware hjälpt andra superhjältar och sammanslutningar som Justice League of America med viktig teknologi. Företaget har även figurerat i andra medier som i TV-serien Smallville. Efter DC Comics reboot växte företaget till en stor teknikkoncern och bytte namn till Starr Enterprises.

## Publiceringshistoria
Den första gången Starrware omnämndes var i Power Girl vol 1 #1, i juni 1988. Paul Kupperberg skapade företaget som en del av Power Girls nya identitet efter Crisis on Infinite Earths. Under de efterföljande åren förekom Starrware sporadiskt i Justice League of America och Justice League International, men omnämndes även i andra publikationer fram till 1990-talets slut. I Power Girl vol 2 (2009-2011) gjorde Jimmy Palmiotti och senare Judd Winick Starrware till en central plats i handlingen. I The New 52 förekommer Starrware återkommande i såväl Mister Terrific vol 1, Supergirl vol 6 och World's Finest vol 5.

## Fiktiv historia

### Starwarre Inc
Karen Starr grundade Starrware Inc i New York efter att ha lämnat sin tidigare arbetsgivare Ultimate Computor Corporation (UCC). Datum för grundandet är inte känt, första gången namnet förekommer är i Power Girl Vol 1 (juni-september 1988) som ett etablerat företag. Den första inkarnation var ett renodlat mjukvaruföretag som främst utvecklade programvara för forskning och administration. Karen Starrs affärsidé byggde på långsiktig utveckling och samhällsnytta snarare än vinst, vilket förblev en hörnsten i framtida inkarnationer av Starrware.
I PG Vol 1 berättas att Karen hade svårt att finansiera företaget. I 1980-talets konservativa finansvärld var ingen bank intresserad av att låna ut pengar till en ung ensamstående kvinna med ambitioner att etablera sig i en av de tuffaste branscherna. Hon tvingades istället, motvilligt, söka riskkapital och fick så småningom stöd från progressiva krafter på Wall Street, i synnerhet Harlan Brooks. Det nystartade företaget etablerade sig i hyrda lokaler på Manhattan med Starr som både VD och ägare.
Starwarre rönte viss framgång under sina första år, främst på östkusten, men växte långsammare än konkurrenterna i Silicon Valley till visst missnöje från finansiärerna. Den första stora satsningen var ett avancerat kalkylprogram. Karen Starrs vision om långsiktig utveckling fick till en början stöd från Harlan Brooks men så småningom framgick att han bakom hennes rygg hade försökt bjuda ut Starrware till försäljning. Brooks gjorde även ett försök att ställa om inriktningen till spelproduktion för att generera snabbare vinst. När Karen höll fast vid sin vision försökte Brooks få igenom en misstroendeomröstning i styrelsen som dock föll ut till Starrs fördel.

### Starware Industries
Namnet Starrwarre Industries förekommer regelbundet i serier från 1990- och 2000-talen. Det framgår inte huruvida det rör sig om ett dotterbolag till Starrware Inc eller fungerar som ett samlingsnamn för hela koncernen. Några författare använder inkonsekvent Starrware Industries som benämning för Starwarre Inc eller Starrware Labs.

### The Starr Foundation
Strax innan IT-bubblan brast sålde Karen Starr sitt företag för en ansenlig summa. Då hon liksom många av sina jämlikar bland superhjältarna är föräldralös och kände ett stort socialt ansvar använde hon en betydande del av sin nyvunna förmögenhet till inrättandet av en fond till förmån för föräldralösa barn, The Starr Foundation for orphaned children.

### Starrware Labs
Starrware Labs var från början ett dotterbolag till Starrware Inc för högteknologisk forskning (ej att förväxla med S.T.A.R. Labs), vilket såldes tillsammans med övriga grenar av Starrware. I slutet av 2000-talet återupptog Power Girl sin civila identitet som Karen Starr och köpte tillbaka Starrware Labs som nu blev ett icke-vinstinriktat företag med inriktning på hållbar utveckling genom spjutspetsteknik. I Power Girl Vol 2 (2009) förklarar Karen att hon vill göra världen bättre på två plan, Power Girl kan inte lösa alla problem men genom att samla unga, ambitiösa visionära forskare i en kreativ miljö kan hon i alla åstadkomma någonting.
Det nya Starrware Labs etablerade sig i Wylie Science Center på Manhattan. Karen Starr agerade återigen både VD och ägare med en kader av unga, handplockade medarbetare omkring sig. Av tidigare misstag hade Karen insett vikten av att jobba med människor som delade hennes vision.
Liksom vid grundandet av Starwarre Inc hade Karen en del bekymmer att lösa finansieringen och flera olägliga utryckningar som Power Girl höll i ett skede på att fälla hennes trovärdighet som ledare. Vid ett tillfälle beslagtog myndigheterna Starwarre Labs tillgångar efter att företagets pengar oförklarligt försvunnit, till synes stulna av karens medarbetare Donna Anderson. I själva verket rörde det sig om en komplott, iscensatt av Maxwell Lord. Efter att affären nystats upp genomgick Starwarre en omorganisation där forskningen kompletterades med produktion av konsumentprodukter baserade på egenutvecklad teknik. Däremot förblev Starrware icke-vinstinriktat enligt Karens vision, delvis tack vare att Bruce Wayne gick in som medfinansiär.

## DC New Universe
Efter följetongen Flashpoint genomgick DC Comics universum i september 2011 en fullständig reboot där även Power Girls historia påverkades. Med den nuvarande kronologin, The New 52 har därför Starrwares, numera kallat Starr Enterprises, roll förändrats märkbart. Dess existens utgör en hörnsten i handlingen som kretsar kring Karen Starrs försök att återvända till sin hemvärld och fungerar i praktiken som fasad för Power Girl och hennes partner Huntress.

### Starr Enterprises
Embryot till Starr Enterprises såddes en kort tid efter Karen Starrs ankomst till Prime Earth, under hennes tidiga försök att hitta ett sätt att ta sig tillbaka till Earth 2. Karen insåg omgående att den tekniska utvecklingen gått skilda vägar mellan de två världarna och att hon inte skulle klara uppgiften på egen hand. En artikel i Time om Bill Gates med rubriken "Om du inte kan bygga det, köp det!" gav Karen uppslaget att istället låta andra göra jobbet åt henne. Under de följande åren rekryterade hon ett antal av världens främsta vetenskapsmän och genom att diskret använda sina superkrafter, ibland i kombination med kvinnlig charm, kom hon över en stor mängd spjutspetsteknik. Precis som i tidigare inkarnationer byggde Karen sitt företagsimperium kring en ledig och kreativ struktur med inriktning mot hållbar utveckling. Efterhand som Starr Enterprises växte köpte Karen upp laboratorier och fabriker över hela världen. Den mest framstående anläggningen ligger i Cambridge, Massachusetts men bland övriga platser nämns Tokyo och en ännu icke namngiven ort i Israel. Forskningen inom Starr Enterprises bedrivs under namnet Starr Labs.
Det nya Starr Enterprises högkvarter ligger på Starr Island, en ö i Mikronesien som Karen köpte cirka ett och ett halvt in i sin vistelse på Prime Earth. Starr Island rymmer ett forskningscentrum vilket även fungerar som hennes privata bostad och högkvarter. Utåt sett styr Karen över sitt eget företag, som numera är börsnoterat, men i praktiken överlåter hon många av sina uppgifter till sin högra hand, Somya. På så sätt kan hon ostört ägna sig åt sina egna projekt. Somya är den enda utöver Helena Wayne som känner till Karens hemliga identitet.
I den pågående handlingen i World's Finest vol 5 är Starr Enterprises indraget i en djup konflikt med Holt Industries, iscensatt av Darkseids underhuggare Desaad som kapat Michael Holts identitet (den verklige Holt befinner sig i serierna på Earth 2). Starr Island liksom andra viktiga anläggningar har saboterats eller förstörts men exakt vilka följder detta kommer att få är i nuläget oklart.

## Betydelse i seriererna
I ett globalt perspektiv spelar Starrware endast en nedtonad roll i DC Comics universum i jämförelse med liknande organisationer som S.T.A.R. Labs eller Wayne Enterprises. Utanför Power Girls äventyr förekommer mest referenser till namnet, i regel när någon av de övriga superhjältarna använder teknik (oftast något datorprogram) från Starrware. Delvis kan det förklaras av att Power Girl inte utvecklades nämnvärt som karaktär under en lång tid efter Crisis och därmed fick inte heller hennes närmaste omgivning någon större uppmärksamhet.
I tidiga berättelser fungerade Starrware främst som en kuliss för att ge Karen Starr en viss verklighetsförankring. IT-boomen gav av uppenbara skäl Starwarre en skjuts vilket märktes i serier från mitten av 90-talet. När Geoff Johns började utveckla Power Girl till en mer komplex karaktär i början av 2000-talet (Justice Society of America vol 1 1999-2006) hade hon redan sålt sitt företag och det var därför först i samband Jimmy Palmiottis Power Girl Vol 2 (2009) som Starrware fick en verklig form såväl som en central roll i serierna, vilket har fortsatt in i New 52 om än med förändrade förutsättningar.
Power Girl/Karen Starr har genomgående varit en mycket självständig karaktär. Från början var hon anställd i ett annat mjukvaruföretag som programmerare men att behålla en sådan fasad och samtidigt vara superhjälte fungerade dåligt gentemot den alltmer realistiska ton som DC:s serier fick efter Crisis. Paul Kupperberg gjorde därför Karen till chef över sitt eget företag, ett grepp som inte är särskilt ovanligt bland superhjältar. När Power Girl vol 1 utkom 1988 var det däremot anmärkningsvärt med en ung kvinna som företagsledare, speciellt i seriernas konservativa värld och till redan från början fick Kara stångas med en oförstående omgivning. Med tiden tonades konflikterna ner men så gjorde även Starrwares närvaro i serierutorna. Först med Jimmy Palmiottis och Amanda Conners sejour i Power Girl Vol 2 (2009-2010) blev Starrware en fast punkt i serierna och övergick från att utgöra en kuliss till att spela en central roll i berättelsen, inte helt olikt Daily Planet i Stålmannens tillvaro. På 2000-talet var det inte längre kontroversiellt att en kvinna ledde sitt eget storföretag så de gamla konflikterna med sexistiska finansiärer byttes mot mer vardagliga händelser och såväl Palmiotti som senare Judd Winick lät Starrware Labs få eget liv så att det alltid fanns med i bakgrunden även när historierna utspelades på annat håll. I Winicks regi blev tillvaron för Starrware betydligt mer problematisk, drivet av ett effektivt triangeldrama mellan Karen Starrs skyldigheter gentemot Starrware och hennes ansvar som Power Girl.
I New 52 tar Starrware, omdöpt Starr Enterprises, ännu större plats än tidigare och har i mångt och mycket blivit en förutsättning för handlingen i Karen Starrs värld eftersom hon ser det som sin biljett hem till Earth 2.

## Alternativa versioner

### Ame-Comi Girls
DC Comics pågående spinoff Ame-Comi Girls, där Power Girl har tagit över Stålmannens roll, placerar Starrware i Metropolis Tomorrow District.

### Smallville
Som en del i marknadsföringen kring TV-serien Smallville lanserade Warner Bros en webbsida maskerad som ett virtuellt operativsystem, utvecklat av Starrware (angivet som Starr-Ware). I extramaterialet på DVD-utgåvan av Säsong 10 finns i anslutning till avsnittet Supergirl ett nummer av Daily Planet i vilket både Karen Starr och Starrware omnämns.

### DC Universe Online
I Sony Online Entertainments DC Universe Online återfinns Starrware i spelets version av Metropolis.